# 达尼·索尔多
丹尼尔（“达尼”）·索尔多·卡斯蒂略（Daniel "Dani" Sordo Castillo）（1983年5月2日生于坎塔布里亚的托雷拉韦加）是一名西班牙的拉力赛车手。他将在2013年世界拉力锦标赛中为雪铁龙道达尔阿布扎比世界拉力车队（Citroën Total Abu Dhabi World Rally Team），雪铁龙的厂商拉力车队参赛。尽管他曾在一支顶级车队效力四年，他还没有获得在世界拉力锦标赛（WRC）里的首场胜利。

## 职业生涯
索尔多在他12岁的时候开始参加摩托车越野赛，同时也在爬山赛、卡丁车和房车赛中取得了成功。他第一次参加世界拉力锦标赛的比赛是在2003年的西班牙站——加泰罗尼亚拉力赛，驾驶三菱蓝瑟翼豪陆神VII最终取得了18名的成绩。那一年他赢得了西班牙青年锦标赛冠军（Spanish Junior Championship），又在2004年卫冕了冠军头衔，并且在WRC的阿根廷（退赛）、法国（13名）和西班牙（20名）拉力赛进一步积累国际经验。
在这最后一场比赛中，他从蓝瑟翼豪陆神转换到雪铁龙C2 S1600，之后在2005年他驾驶C2代表比利时的科隆纳斯车队参加了整个赛季的世界青年拉力锦标赛（JWRC）。他还更换了领航员，现在是和马克·马蒂（Marc Martí）搭档，后者曾经是两届世界冠军卡洛斯·塞恩斯（Carlos Sainz）的领航员。在撒丁岛、芬兰、德国和西班牙的胜利使他获得了青年世界冠军的头衔。

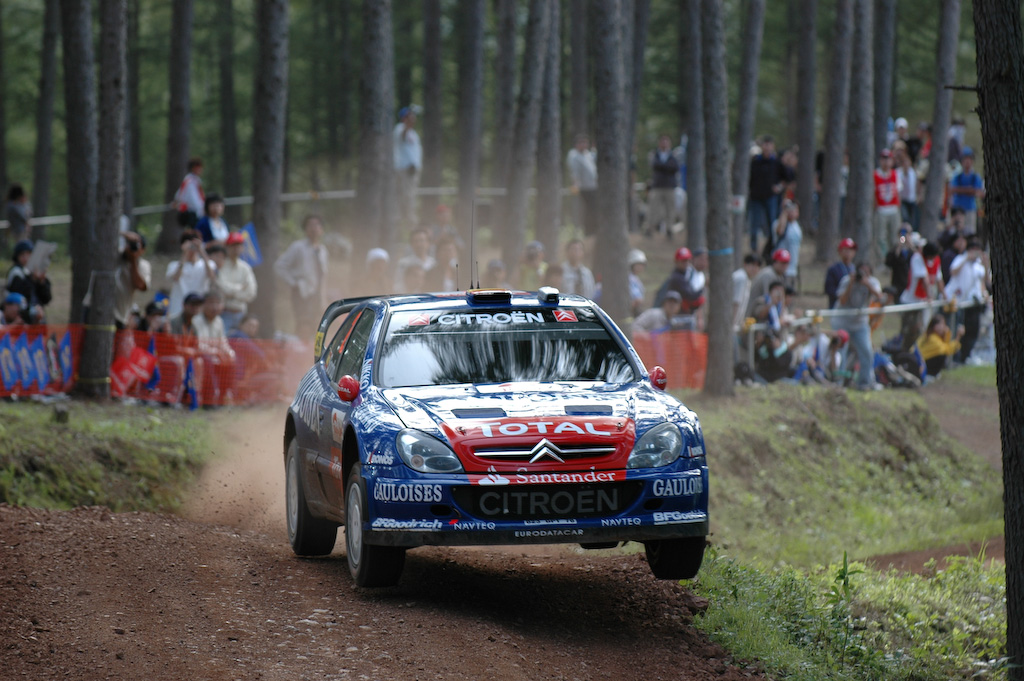
索尔多在2006年日本拉力赛驾驶雪铁龙赛纳WRC。

这些表现使索尔多获得了2006赛季在科隆纳斯道达尔雪铁龙车队作为车队的第三车手驾驶赛纳（Xsara）世界拉力赛车的机会。最初的计划——后来改变了——是让他在驾驶C2卫冕JWRC冠军的同时驾驶世界拉力赛车参加少数比赛。然而，他起初的成绩，包括连续登上加泰罗尼亚拉力赛和法国拉力赛的领奖台，不仅让他增加了参赛的场次，还使得他从德国拉力赛开始晋升到二号车手席位，和塞巴斯蒂安·勒布并肩作战，并且排在队友泽维尔·庞斯（Xavier Pons）之前。索尔多在2006赛季四次登上领奖台，取得49分和车手积分榜第五名。
当时雪铁龙厂队将在2007赛季重返WRC，他们随后宣布索尔多将成为厂队的二号车手。塞巴斯蒂安·勒布将带领车队去赢得下一个冠军，这一次使用的是C4而不是赛纳。索尔多的赛季以2007年蒙特卡洛拉力赛的第二名开端，然后接着六次登上领奖台：葡萄牙、意大利、西班牙（这里他也是职业生涯中第一次领跑WRC的分站赛）、法国、日本和爱尔兰。最终他以65分位居车手积分榜的第四位，在他的队友勒布和福特拉力车队（BP Ford World Rally Team）的马库斯·格伦霍姆和米科·希尔沃宁之后。
2008赛季，在前三站只获得了三分之后，索尔多在阿根廷以第三名完赛，在约旦以第二名完赛。7月12日，索尔多赢得了芬兰拉力锦标赛的第五站SM O.K. Auto-Ralli。最初，他只计划把这个比赛当作一次测试，但雪铁龙决定让他全力参赛，从而为备战2008年芬兰拉力赛树立信心。这是索尔多第一次驾驶世界拉力赛车取得胜利。雪铁龙也被认为在比赛中测试了新套件，因为有人注意到在车上有一些轻微的修改。
回到世界拉力锦标赛，索尔多在芬兰取得了第四，然后继续驾驶着他的C4 WRC连续三次（德国、新西兰和西班牙）在他队友勒布的后面获得亚军。依靠这样的成绩，雪铁龙以27分的优势超过了福特，领跑制造商积分榜。在赛季最后一站威尔士拉力赛上，勒布和索尔多分获第一和第三，使雪铁龙获得了第四个车队冠军，索尔多的车手积分榜第三名也是他生涯中最好的成绩。

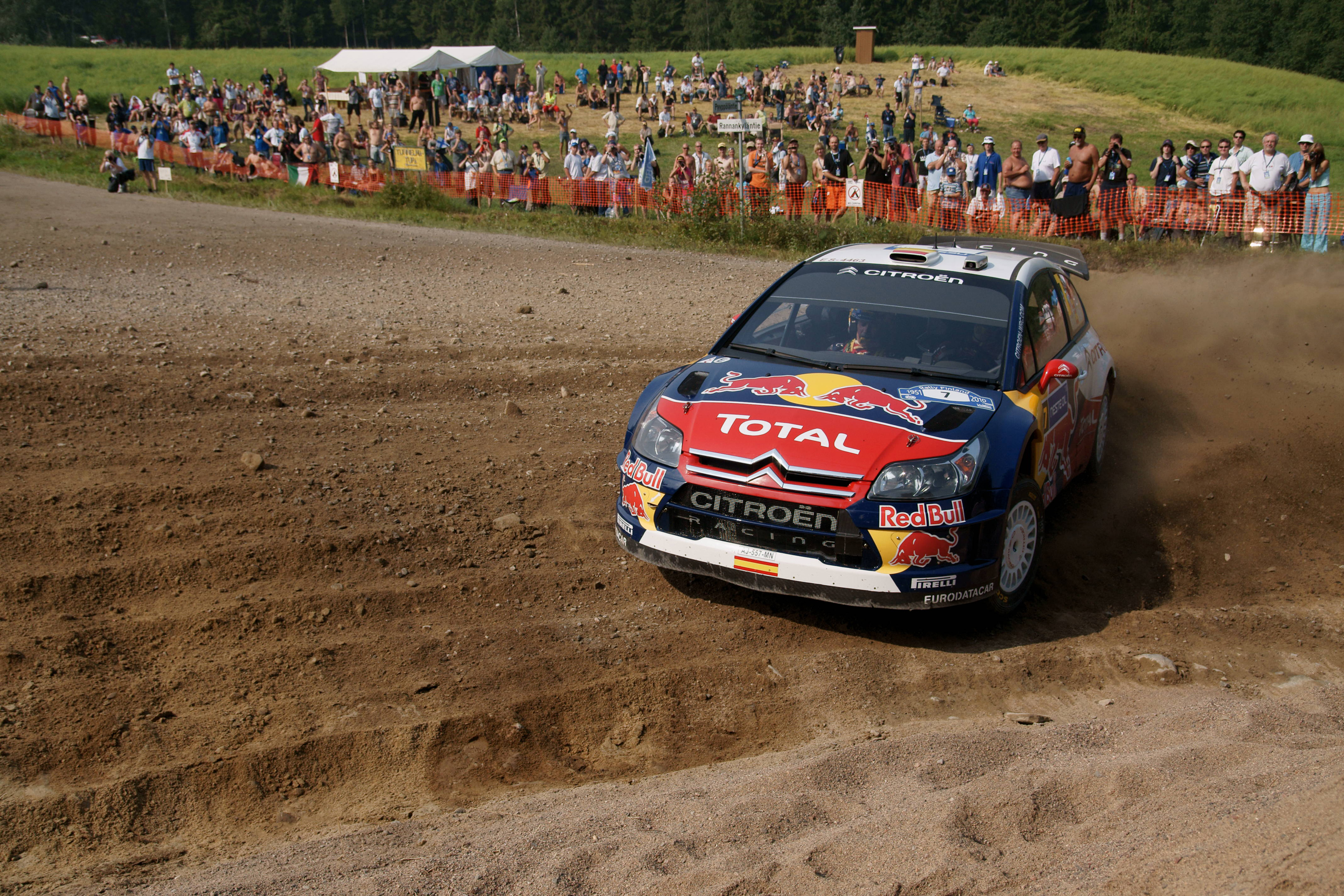
索尔多在2010年芬兰拉力赛驾驶雪铁龙C4 WRC。

2010赛季，索尔多开局不甚理想，直到葡萄牙拉力赛才第一次登上领奖台，之后在保加利亚拉力赛取得第二，这是雪铁龙该赛季第一次一二完赛。然而，在接下来的砂石路面比赛中，他在厂队的席位被塞巴斯蒂安·奥吉尔所取代，他本人则被下放到雪铁龙青年队与基米·莱科宁做队友。从德国拉力赛开始，他更换了新的领航员迭戈·巴列霍（Diego Vallejo）。在德国和法国取得两次第二名后，最终他赛季末取得63分，排名车手积分榜第5。
2011赛季，索尔多加盟由Prodrive运营的，首次参加WRC的迷你车队，并与新的领航员卡洛斯·德尔巴里奥（Carlos del Barrio）搭档。首战撒丁岛拉力赛获得第6，之后在德国和法国两次登上领奖台，分别获得第三和第二。在西班牙他获得第四名。2012赛季他继续效力迷你。在赛季首场比赛蒙特卡洛拉力赛他获得第二名，首次登上领奖台。第二站瑞典拉力赛他冲出了赛道，未获积分。之后由于迷你和Prodrive停止合作，他缺席了墨西哥拉力赛。在阿根廷站他顶替受伤的福特厂队一号车手嘉利-马蒂·拉特瓦拉参赛，结果未能完赛。此后他代表Prodrive车队仅参加了新西兰、德国、法国和西班牙的比赛。在WRC之外，他还驾驶迷你参加了IRC的科西嘉岛拉力赛，并获得了他在IRC的首场胜利。
在为迷你效力两个赛季之后，索尔多将在2013赛季重返雪铁龙。在勒布不参加的比赛中，他将作为厂队的二号车手；其余比赛中他将代表雪铁龙的“第二车队”阿布扎比雪铁龙道达尔世界拉力车队参赛。

## WRC各赛季成绩
| 赛季 | 车队                             | 赛车                | 1     | 2     | 3     | 4     | 5     | 6     | 7     | 8     | 9     | 10    | 11     | 12    | 13    | 14     | 15    | 16   | 排名   | 积分 |
| ---- | -------------------------------- | ------------------- | ----- | ----- | ----- | ----- | ----- | ----- | ----- | ----- | ----- | ----- | ------ | ----- | ----- | ------ | ----- | ---- | ------ | ---- |
| 2003 | 达尼·索尔多                      | 三菱蓝瑟翼豪陆神VII | 蒙    | 瑞    | 土    | 新    | 阿    | 希    | 塞    | 德    | 芬    | 澳    | 意     | 法    | 西 18 | 英     |       |      | 无名次 | 0    |
| 2004 | 达尼·索尔多                      | 三菱蓝瑟翼豪陆神VII | 蒙    | 瑞    | 墨    | 新    | 塞    | 希    | 土    | 阿 退 | 芬    | 德 19 | 日     | 英    | 意    | 法 13  |       |      | 无名次 | 0    |
| 2004 | 达尼·索尔多                      | 雪铁龙C2 S1600      |       |       |       |       |       |       |       |       |       |       |        |       |       |        | 西 20 |      | 无名次 | 0    |
| 2005 | 达尼·索尔多                      | 雪铁龙C2 S1600      | 蒙 15 | 瑞    | 墨    | 新    | 意 17 | 塞    | 土    | 希 退 | 阿    | 芬 15 | 德 13  | 英    | 日    | 法 15  | 西 12 | 澳   | 无名次 | 0    |
| 2006 | 克罗诺斯道达尔雪铁龙世界拉力车队 | 雪铁龙赛纳WRC       | 蒙 8  | 瑞 16 | 墨 4  | 西 2  | 法 3  | 阿 5  | 意 3  | 希 6  | 德 2  | 芬 退 | 日 DSQ | 塞 退 | 土 7  | 澳 23  | 新 5  | 英 7 | 第5    | 49   |
| 2007 | 雪铁龙道达尔世界拉力车队         | 雪铁龙C4 WRC        | 蒙 2  | 瑞 12 | 挪 25 | 墨 4  | 葡 3  | 阿 6  | 意 3  | 希 24 | 芬 退 | 德 退 | 新 6   | 西 2  | 法 3  | 日 2   | 爱 2  | 英 5 | 第4    | 65   |
| 2008 | 雪铁龙道达尔世界拉力车队         | 雪铁龙C4 WRC        | 蒙 11 | 瑞 6  | 墨 16 | 阿 3  | 约 2  | 意 5  | 希 5  | 土 4  | 芬 4  | 德 2  | 新 2   | 西 2  | 法 退 | 日 DSQ | 英 3  |      | 第3    | 65   |
| 2009 | 雪铁龙道达尔世界拉力车队         | 雪铁龙C4 WRC        | 爱 2  | 挪 5  | 塞 4  | 葡 3  | 阿 2  | 意 22 | 希 11 | 波 2  | 芬 4  | 澳 3  | 西 2   | 英 3  |       |        |       |      | 第3    | 64   |
| 2010 | 雪铁龙道达尔世界拉力车队         | 雪铁龙C4 WRC        | 瑞 4  | 墨 14 | 约 4  | 土 退 | 新 5  | 葡 3  | 保 2  |       | 德 2  |       | 法 2   | 西 3  |       |        |       |      | 第5    | 150  |
| 2010 | 雪铁龙青年队                     | 雪铁龙C4 WRC        |       |       |       |       |       |       |       | 芬 5  |       | 日 4  |        |       | 英 5  |        |       |      | 第5    | 150  |
| 2011 | 迷你世界拉力锦标赛车队           | 迷你约翰·库珀WRC    | 瑞    | 墨    | 葡    | 约    | 意 6  | 阿    | 希    | 芬 退 | 德 3  | 澳    | 法 2   | 西 4  | 英 20 |        |       |      | 第8    | 59   |
| 2012 | 迷你世界拉力锦标赛车队           | 迷你约翰·库珀WRC    | 蒙 2  | 瑞 退 | 墨    |       |       |       |       |       |       |       |        |       |       |        |       |      | 第11   | 35   |
| 2012 | Prodrive世界拉力锦标赛车队       | 迷你约翰·库珀WRC    |       |       |       | 葡 11 |       | 希    | 新 6  | 芬    | 德 9  | 英    | 法 退  | 意    | 西 9  |        |       |      | 第11   | 35   |
| 2012 | 福特世界拉力车队                 | 福特嘉年华RS WRC    |       |       |       |       | 阿 退 |       |       |       |       |       |        |       |       |        |       |      | 第11   | 35   |
| 2013 | 阿布扎比雪铁龙道达尔世界拉力车队 | 雪铁龙DS3 WRC       | 蒙 3  | 瑞 退 |       |       |       |       |       |       |       |       |        |       |       |        |       |      | 第4*   | 27*  |
| 2013 | 雪铁龙道达尔阿布扎比世界拉力车队 | 雪铁龙DS3 WRC       |       |       | 墨 4  | 葡    | 阿    | 希    | 意    | 芬    | 德    | 澳    | 法     | 西    | 英    |        |       |      | 第4*   | 27*  |

* 赛季进行中

### JWRC成绩
| 赛季 | 车队        | 赛车           | 1    | 2  | 3    | 4     | 5    | 6    | 7    | 8    | 排名 | 积分 |
| ---- | ----------- | -------------- | ---- | -- | ---- | ----- | ---- | ---- | ---- | ---- | ---- | ---- |
| 2005 | 达尼·索尔多 | 雪铁龙C2 S1600 | 蒙 4 | 墨 | 意 1 | 希 退 | 芬 1 | 德 1 | 法 2 | 西 1 | 1st  | 53   |